# Kaski (distrito)
Kaski é um distrito da zona de Gandaki, no Nepal. Tem a sua sede na cidade de Pokhara, abrange uma área de 2 017 km² e, em 2001, tinha uma população de 380 527 habitantes.